# Nhà thờ chính tòa Trier
Nhà thờ chính tòa tối cao của Thánh Phêrô tại Trier (tiếng Đức: Hohe Domkirche St. Peter zu Trier), hoặc Nhà thờ chính tòa Trier (tiếng Đức: Trierer Dom) là một nhà thờ Công giáo Rôma ở Trier, Rheinland-Pfalz, Đức. Đây là nhà thờ lâu đời nhất ở Đức và là cấu trúc tôn giáo lớn nhất ở Trier, đáng chú ý bởi một thiết kế lớn và tuổi thọ dài. Phần trung tâm của gian giữa được xây dựng bằng gạch La Mã vào đầu thế kỷ thứ 4, dẫn đến một nhà thờ được thêm dần từng phần trong các thời đại khác nhau. Một công trình hướng tây La Mã đồ sộ với bốn tòa tháp và một khu tụng niệm đã được bổ sung và tu sửa nhiều lần. Kho tàng Nhà thờ chính tòa Trier chứa một bộ sưu tập nghệ thuật Kitô giáo quan trọng. Năm 1986, nhà thờ này đã được UNESCO công nhận là Di sản thế giới như là một phần của Các tượng đài La Mã, Nhà thờ Thánh Phêrô và Nhà thờ Giáo hội Đức Mẹ tại Trier.

## Lịch sử
Theo một số nguồn tin, nhà thờ được Hoàng đế Constantinus Đại đế ủy nhiệm và xây dựng trên đỉnh một cung điện của Thánh Helena, mẹ của ông. Sau khi chuyển biến Constantinus sang Cơ Đốc giáo, giám mục Maximin (329-346) được cho là đã phối hợp xây dựng một nhà thờ, vào thời điểm đó là tập hợp của các cấu trúc Công giáo lớn nhất ở phương Tây ngoài Roma. Trên một nền đất rộng gấp bốn lần kích thước của nhà thờ hiện tại không dưới bốn vương cung thánh đường, một nhà rửa tội và một nhà phụ. Nghiên cứu khảo cổ xác nhận rằng nhà thờ hiện tại, cũng như các nhà thờ liền kề và Nhà thờ Đức Mẹ được nâng lên trên nền móng của các tòa nhà La Mã cổ đại của Augusta Treverorum. Bốn trụ gạch hiện tại của nhà thờ cũng như các phần của bức tường gạch bên ngoài là tàn dư từ thời kỳ này.
Nhà thờ thế kỷ thứ 4 bị bỏ lại trong đống đổ nát bởi người Frank nhưng được xây dựng lại sau đó. Nó đã bị phá hủy một lần nữa bởi người Viking vào năm 882. Dưới thời Tổng Giám mục Egbert (950-993) việc xây dựng bắt đầu và hoàn thành bởi Poppo von Babenberg (986-1047). Mặt tiền phía tây nổi tiếng có từ thời kỳ này, mặc dù nhà thờ chưa hoàn thành cho đến năm 1196. Trong suốt nhiều thế kỷ, nhà thờ tiếp tục được xây dựng và tôn tạo, theo xu thế của thời kỳ với các vòm cuốn Gothic, điêu khắc thời Phục hưng và nhà nguyện Baroque, nhưng tổng thể phong cách của tòa nhà vẫn là kiến trúc La Mã cốt lõi.

## Mô tả

### Ngoại thất
Phần lớn các công trình gạch La Mã có thể nhìn thấy ở mặt tiền phía bắc. Công trình phía tây đồ sộ của Nhà thờ chính tòa Trier bao gồm 5 phần đối xứng và là điển hình của kiến trúc La Mã dưới thời hoàng đế Salier (thế kỷ 11). Phần này được bắt đầu dưới thời Poppo von Babenberg và hoàn thành bởi Eberhard. Bốn tháp của nó với hai tháp lớn hơn ít đối xứng trên cả hai mặt của khu tụng niệm phía tây. Nó là một hình mẫu cho nhiều nhà thờ khác trong khu vực sông Rhine-Meuse. Dòng chữ Latinh phía trên đồng hồ ở tháp cao nhất là "NESCITIS QVA HORA DOMINVS VENIET" có nghĩa là Bạn không biết Chúa sẽ đến lúc mấy giờ. Dàn hợp xướng phía đông ít nổi bật hơn do vị trí xây dựng và việc bổ sung Nhà nguyện của Áo Thánh vào đầu thế kỷ 18.

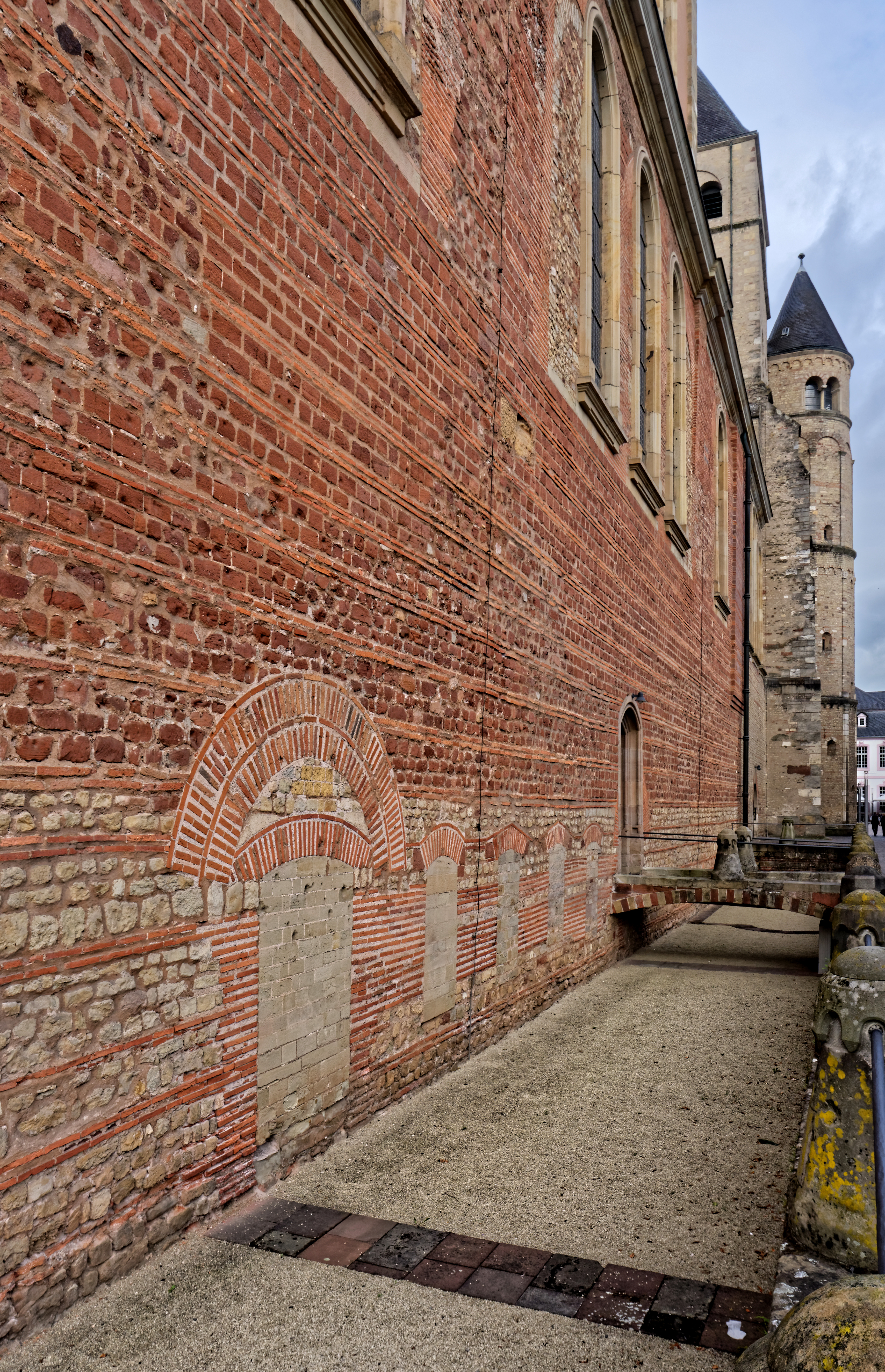
Công trình gạch La Mã ở mặt tiền phía bắc
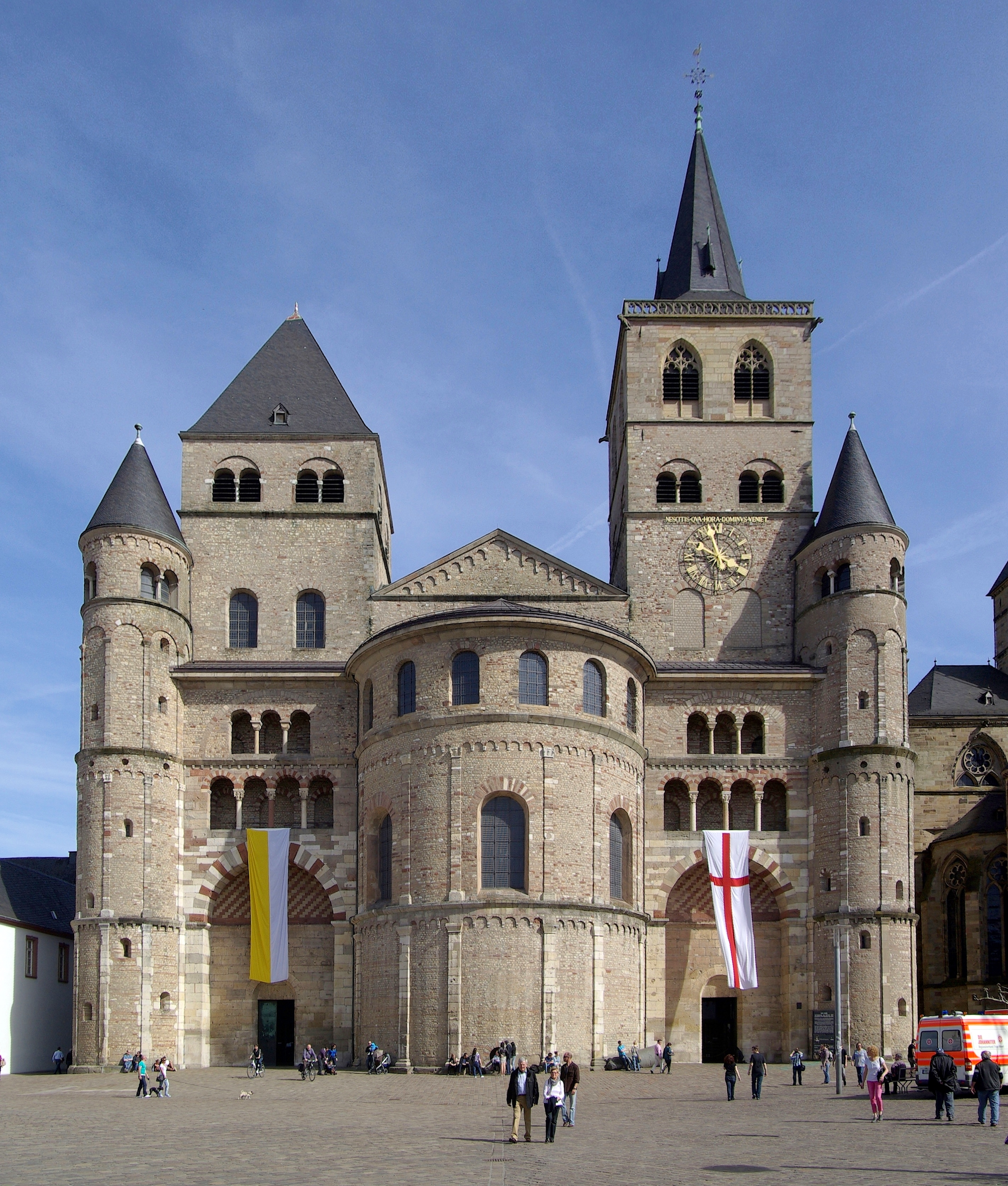
Mặt phía tây với bốn tháp
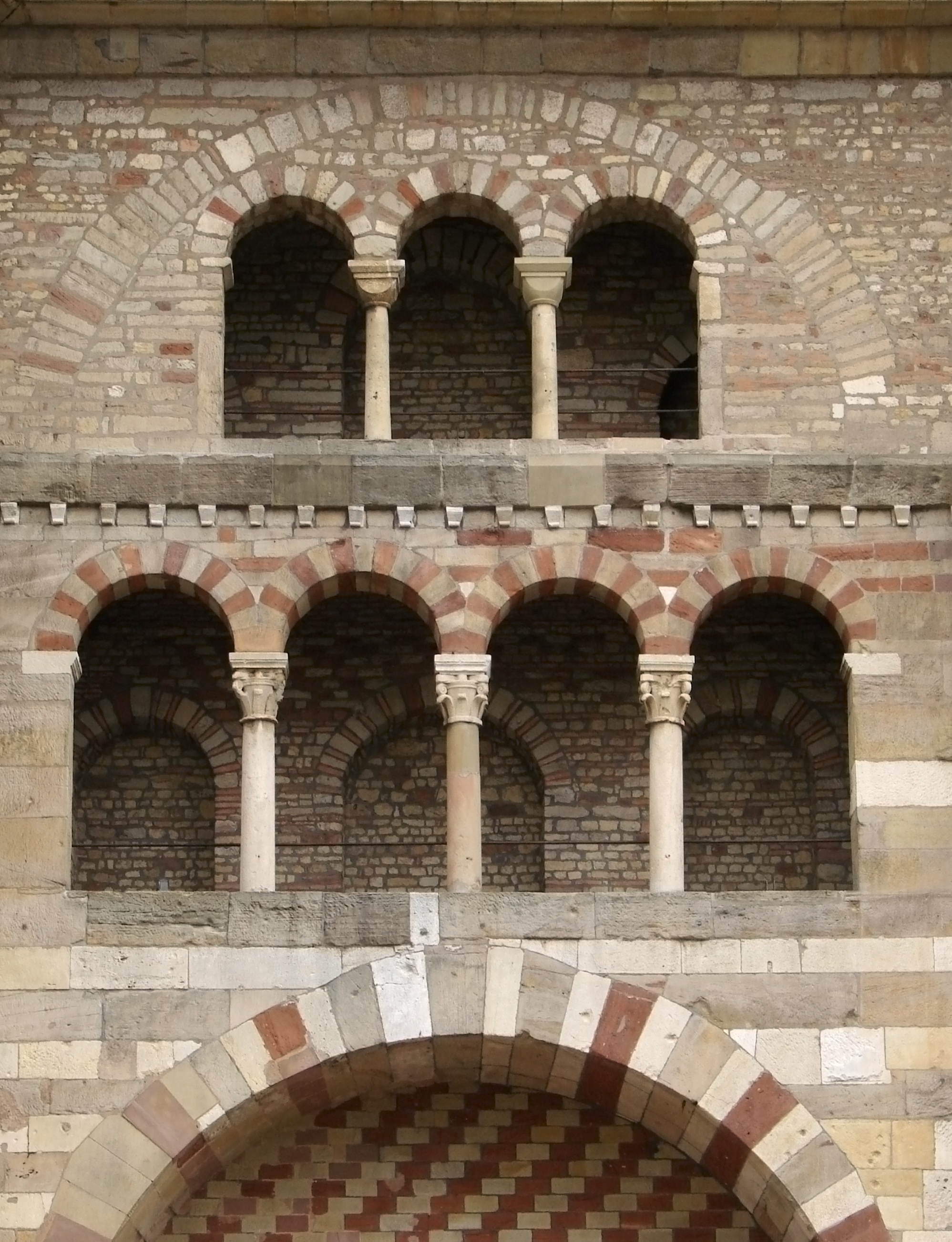
Chi tiết mặt hướng tây theo phong cách Salian
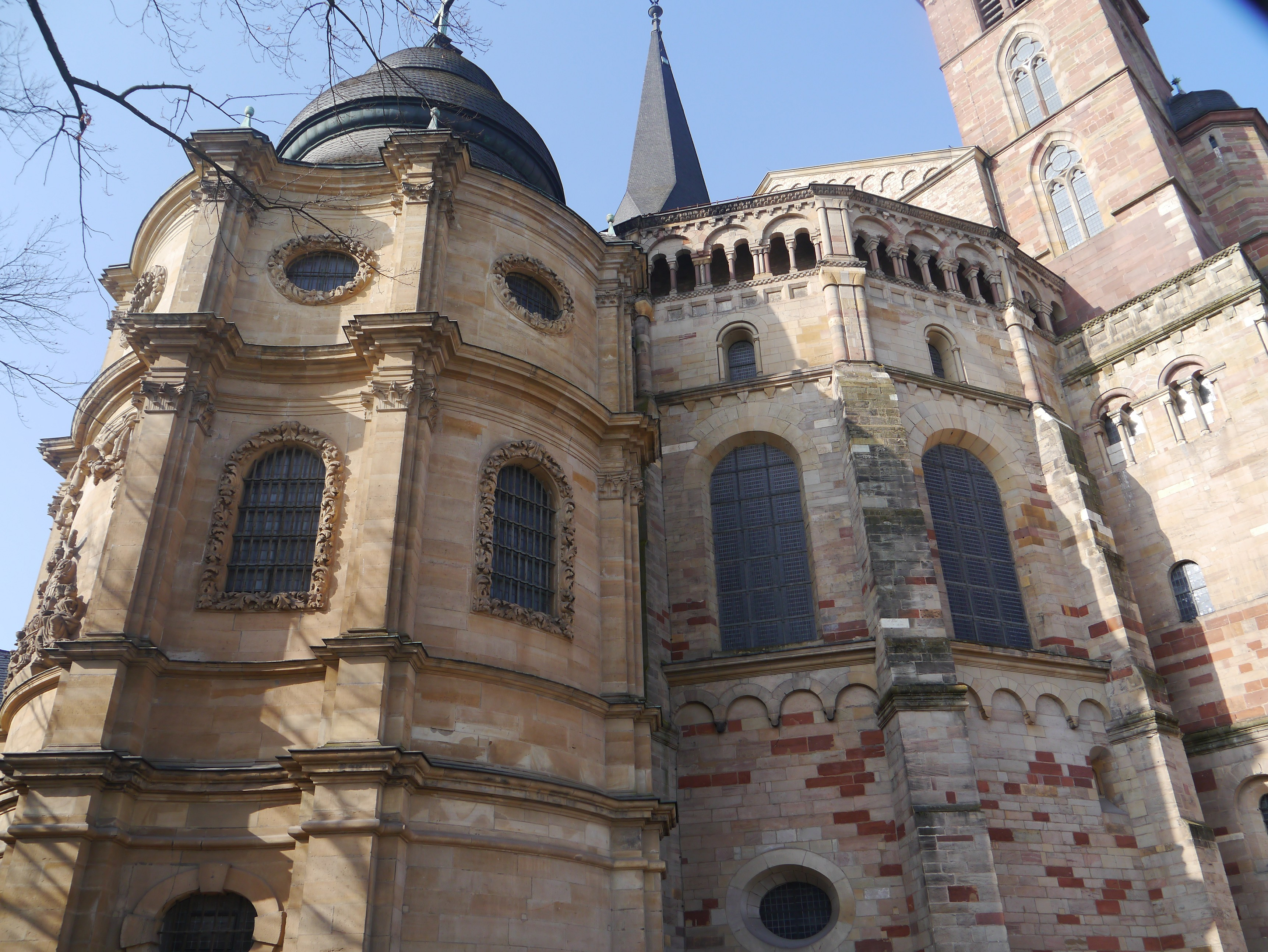
Gian hợp xướng phía đông và nhà nguyện của Áo Thánh

### Nội thất
Phạm vi nội thất của nhà thờ 112,5 x 41 mét. Cốt lõi của nó là ba gian giữa La Mã kết hợp với vòm cuốn mang kiến trúc Gothic. Cấu trúc La Mã ban đầu rất khó biết được ở bên trong nhưng dạng hình chữ nhật cơ bản của nó vẫn có thể được nhận ra ở gian nhà cực đông của gian giữa. Bốn cột ban đầu được tái sử dụng vào thế kỷ 11 nhưng đã thay đổi thành các trụ hình chữ thập. Một nhà nguyện kiểu Baroque là nơi lưu giữ thánh tích chiếc áo choàng liền mảnh của Chúa Giêsu, được phục hồi từ bàn thờ chính trước đó vào năm 1512, được thêm vào phía sau dàn hợp xướng phía đông và có thể nhìn thấy qua một lỗ mở trên tường. Dàn hợp xướng phía tây cũng được trang trí theo phong cách Baroque Đức, cũng như nhà nguyện Đức Mẹ và Lễ ban phước Thánh (với "Cổng vàng", một phần của bức ngăn tòa giảng cũ) và hầu hết các bàn thờ trong nhà thờ cũng vậy. Một ô trên cửa mang kiến trúc La Mã mô tả Chúa Kitô với Đức Trinh Nữ Maria và Thánh Phêrô. Đàn phong cầm chính của nhà thờ hiện diện với vẻ cũ kỹ nhưng mới chỉ có từ năm 1974.

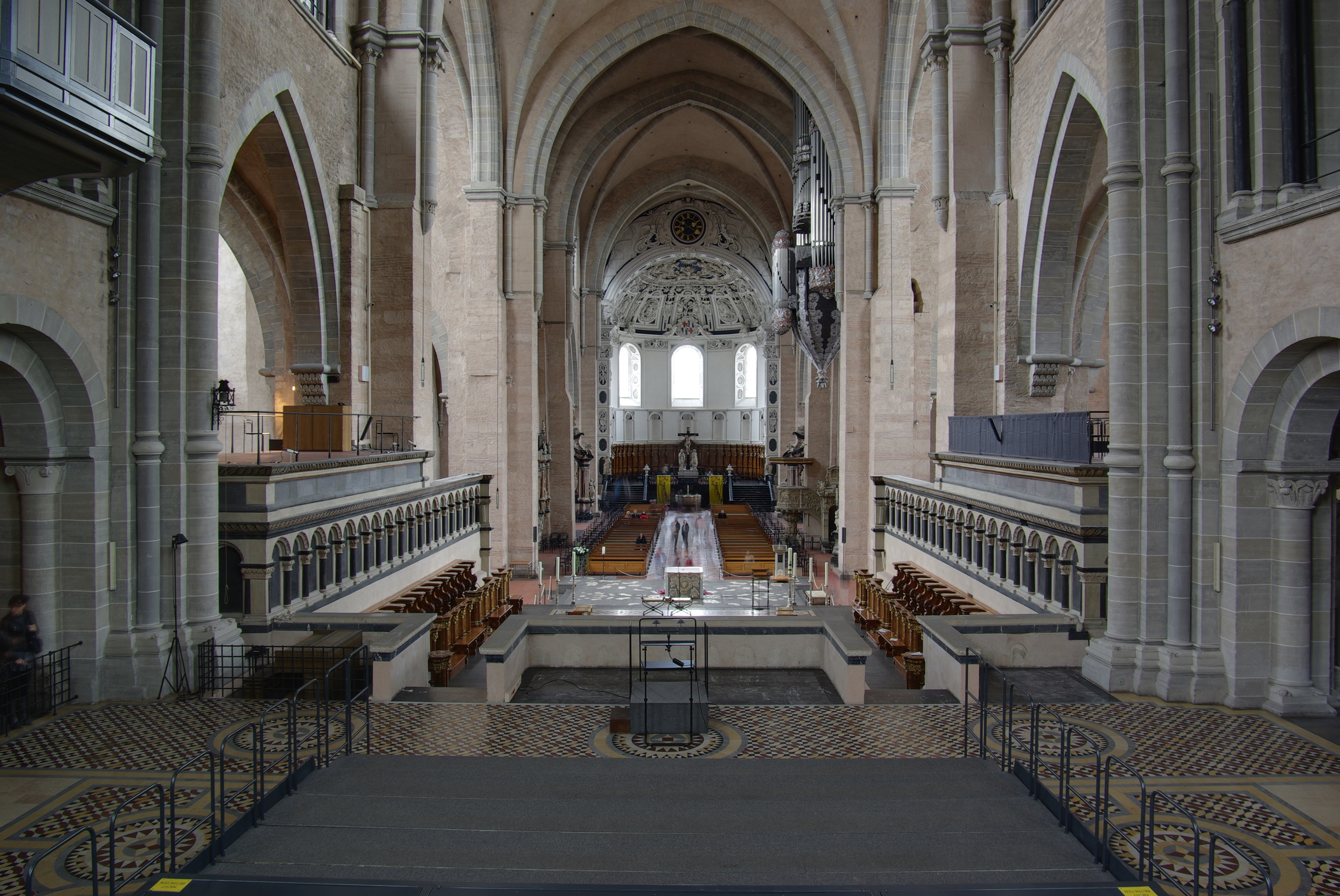
Nội thất hướng về phía tây
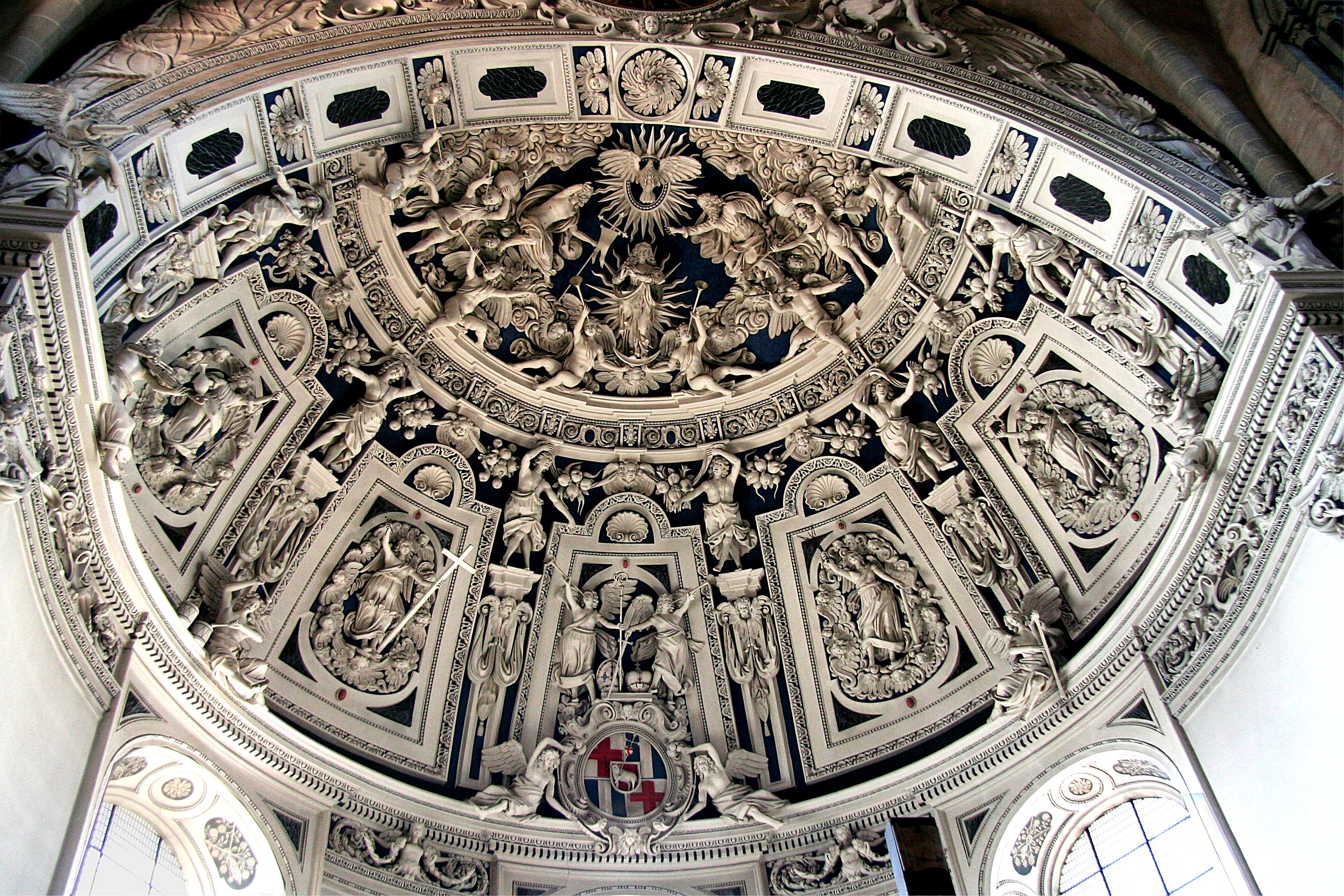
Trần hợp xướng phía tây Baroque
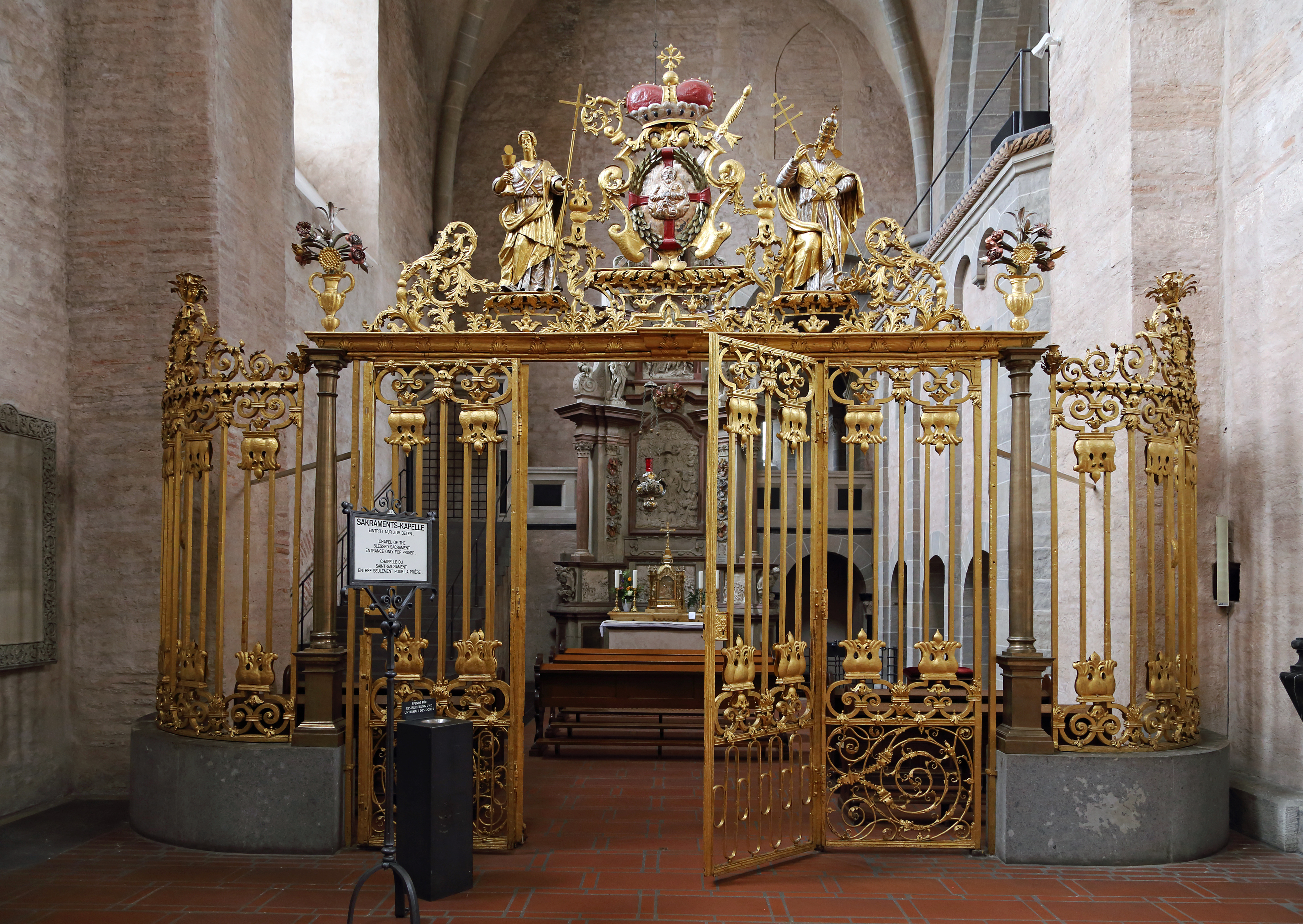
Cổng Vàng
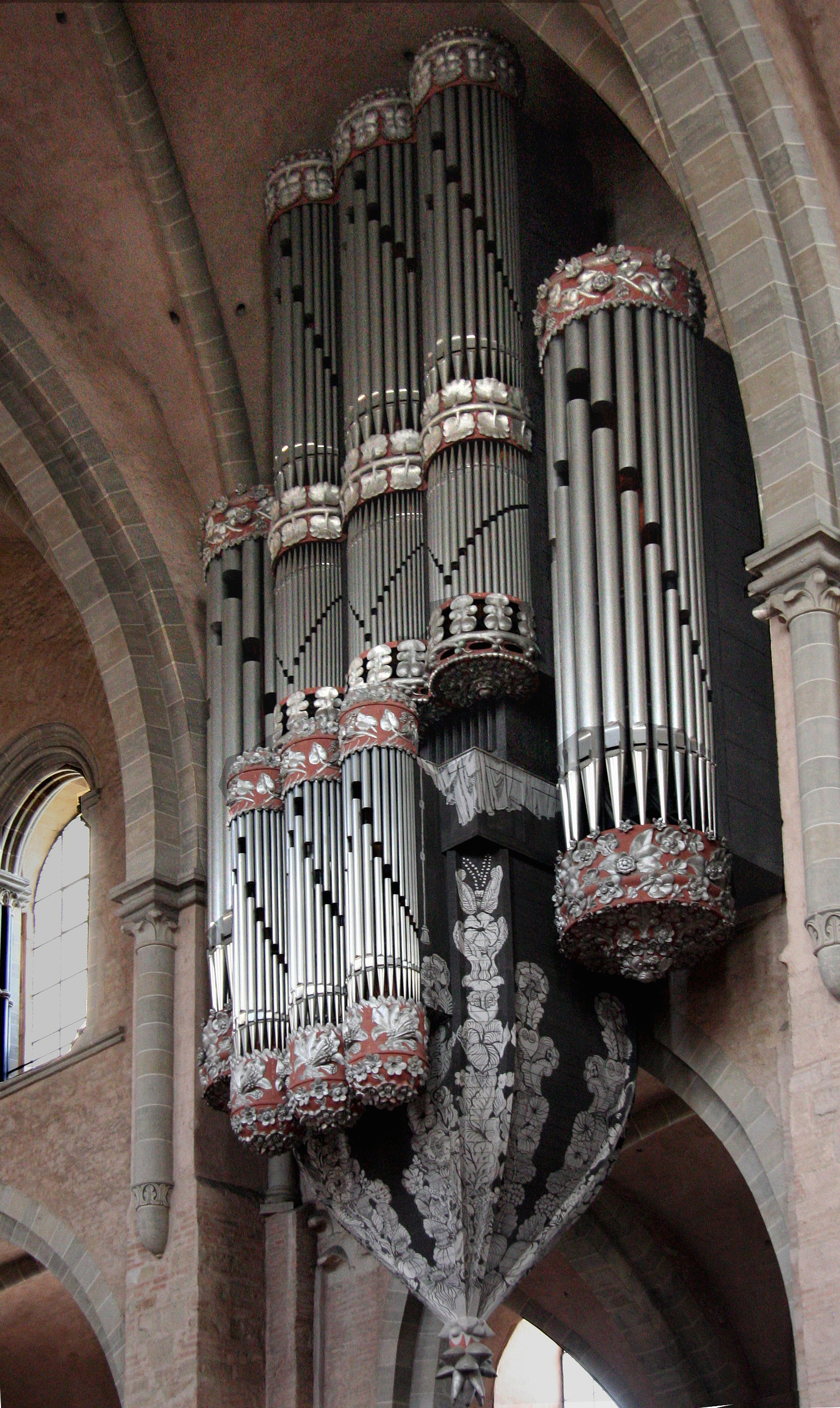
Đàn phong cầm nhà thờ

### Chôn cất
- Henry I, tổng giám mục của Trier († 964)
- Udo, tổng giám mục của Trier († 1078)
- Baldwin, tổng giám mục của Trier († 1354)
- Bohemond II, tổng giám mục của Trier († 1367)
- Richard von Greiffenklau zu Vollrads, tổng giám mục-cử tri của Trier († 1531)
- Lothar von Metternich, tổng giám mục-cử tri của Trier († 1623)
- Johann Hugo von Orsbeck, tổng giám mục-cử tri của Trier († 1711)
- Franz Georg von Schönborn, tổng giám mục-cử tri của Trier († 1756)

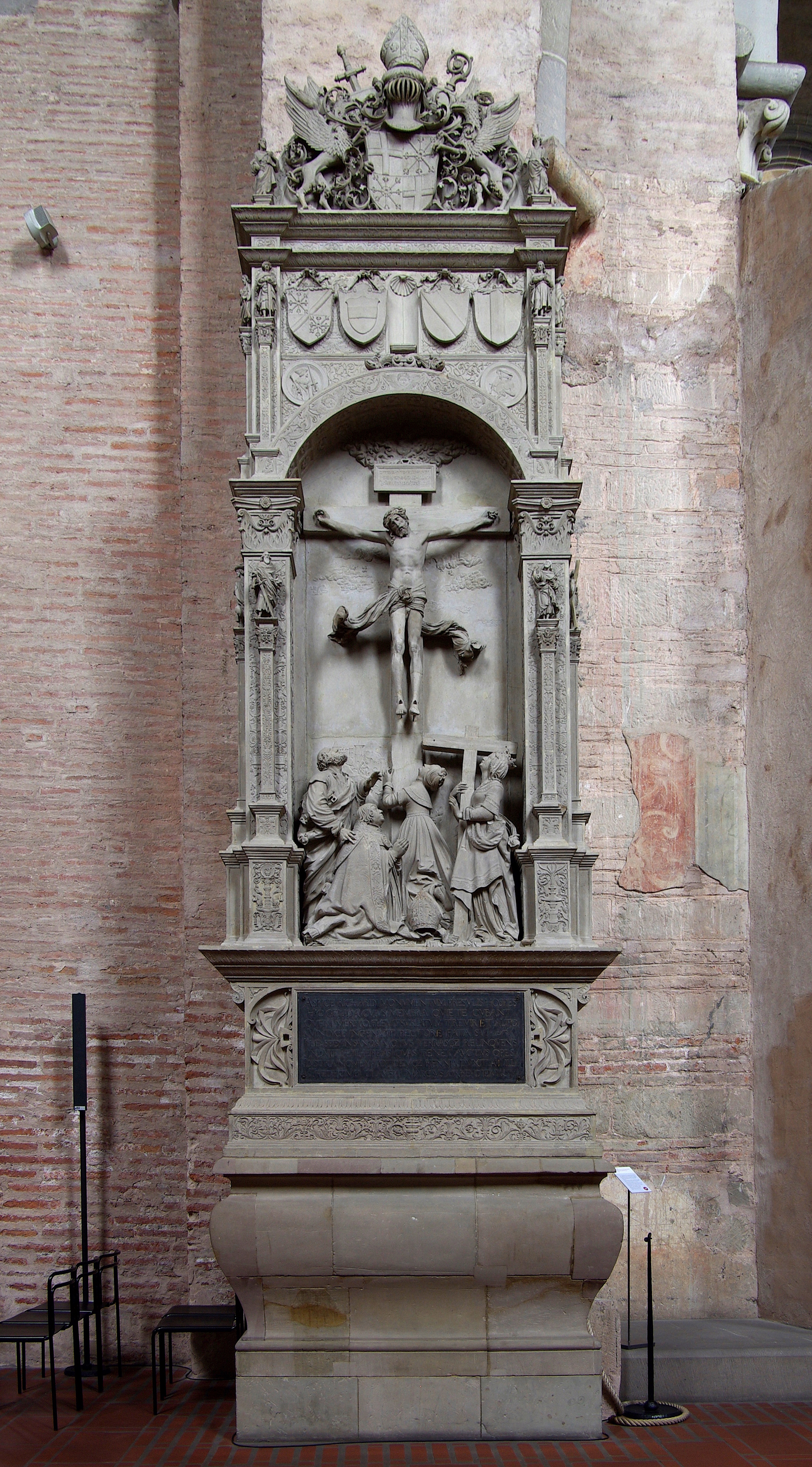
Bàn thờ Greiffenklau, 1531
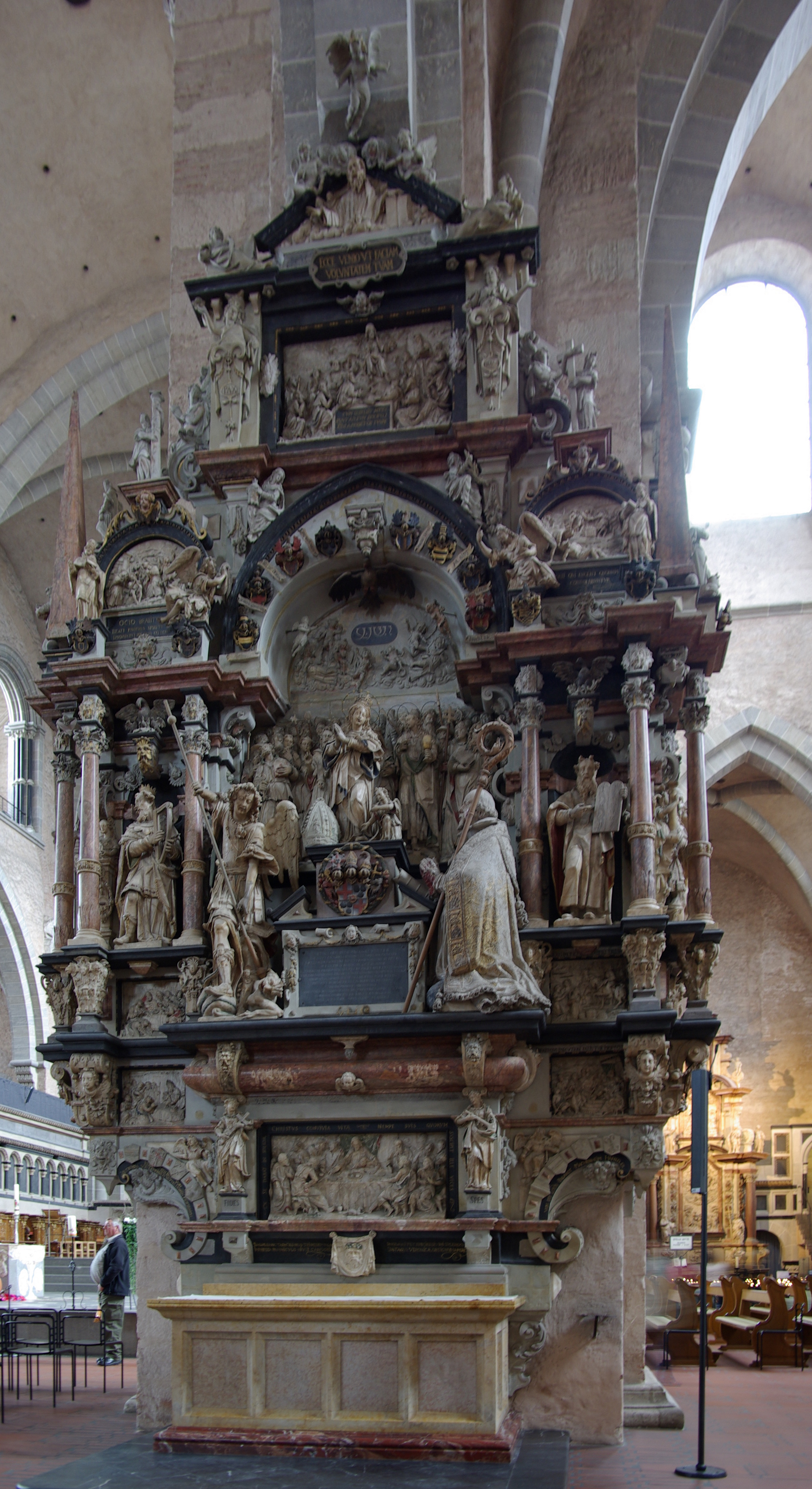
Bàn thờ Metternich, 1623
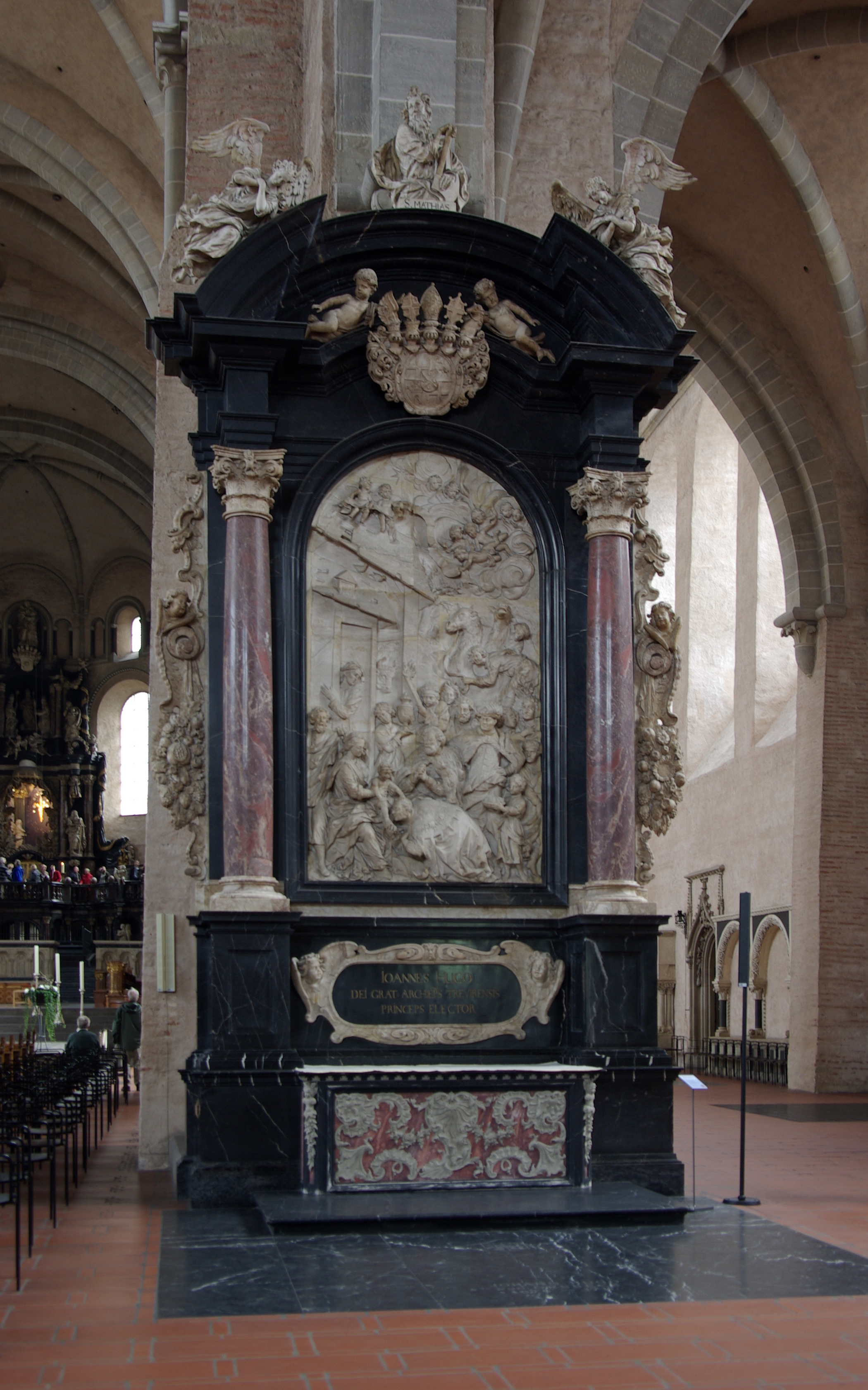
Bàn thờ Orsbeck, 1711
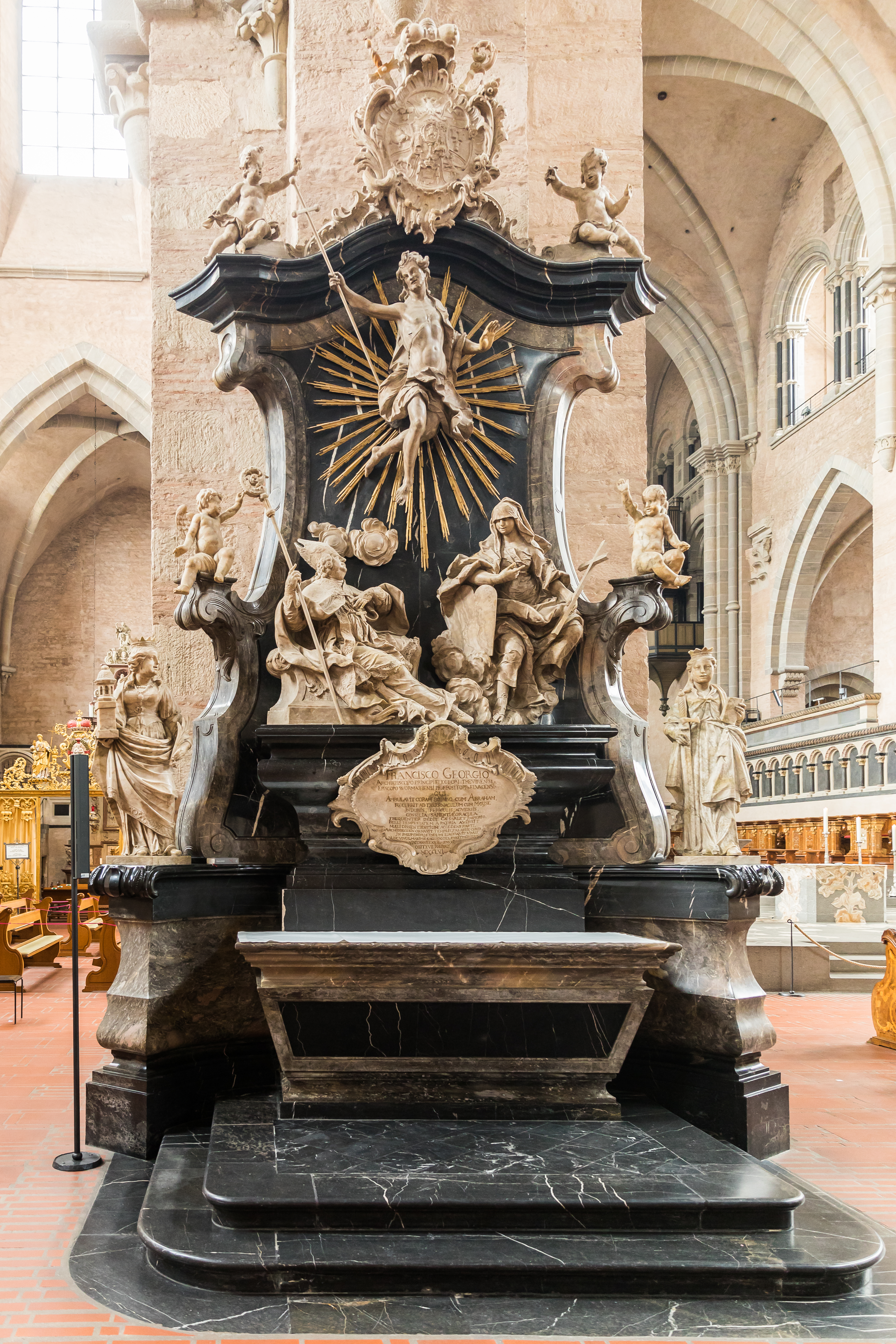
Bàn thờ Schönborn, 1756

### Kho tàng nhà thờ
Áo choàng liền mảnh của Chúa Giêsu được cho là chiếc áo choàng của Chúa Giêsu mặc trước khi đóng đinh, là thánh tích nổi tiếng nhất của nhà thờ. Nó được lưu giữ trong một nhà nguyện phụ và được trưng bày cho công chúng tham quan không thường xuyên, gần đây nhất là vào năm 2012. Hộp sọ của Thánh Helena, mẹ của Constantinus Đại đế được đặt trong hầm mộ phía đông của nhà thờ. Cốc uống nước của bà được giữ trong kho của nhà thờ trong cái gọi là Hòm thánh cốt Egbert (Egbert Shrine). Đó là một bàn thờ di động được trang trí tinh xảo nổi bật với đôi xăng đan của Thánh Anrê và các thánh tích khác. Một thánh tích khác trong cùng thời kỳ là Đinh Thánh từ Thánh giá của Chúa Giêsu. Cả hai đồ vật được coi là điểm nổi bật của kim hoàn Ottonen.

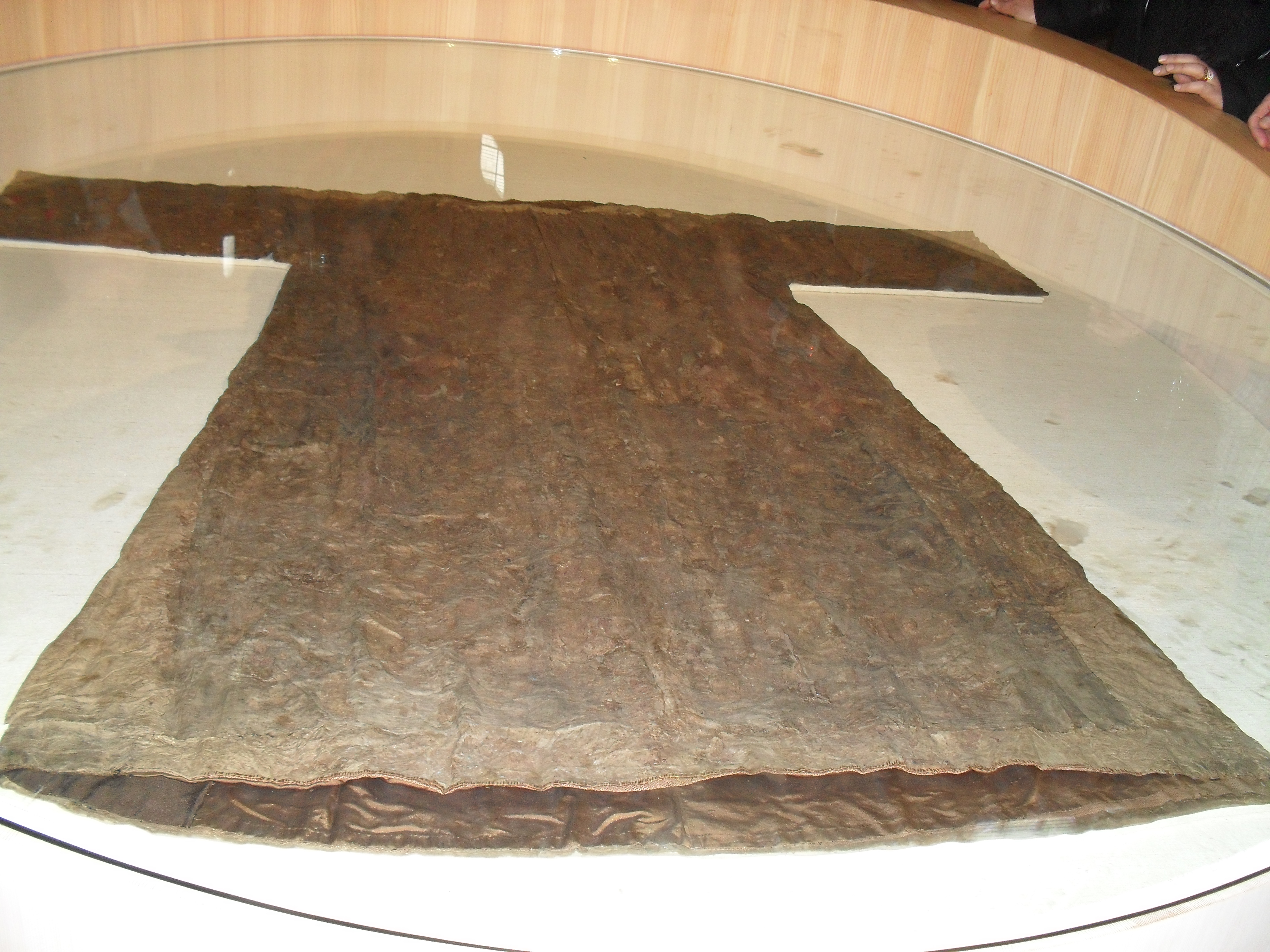
Áo Thánh
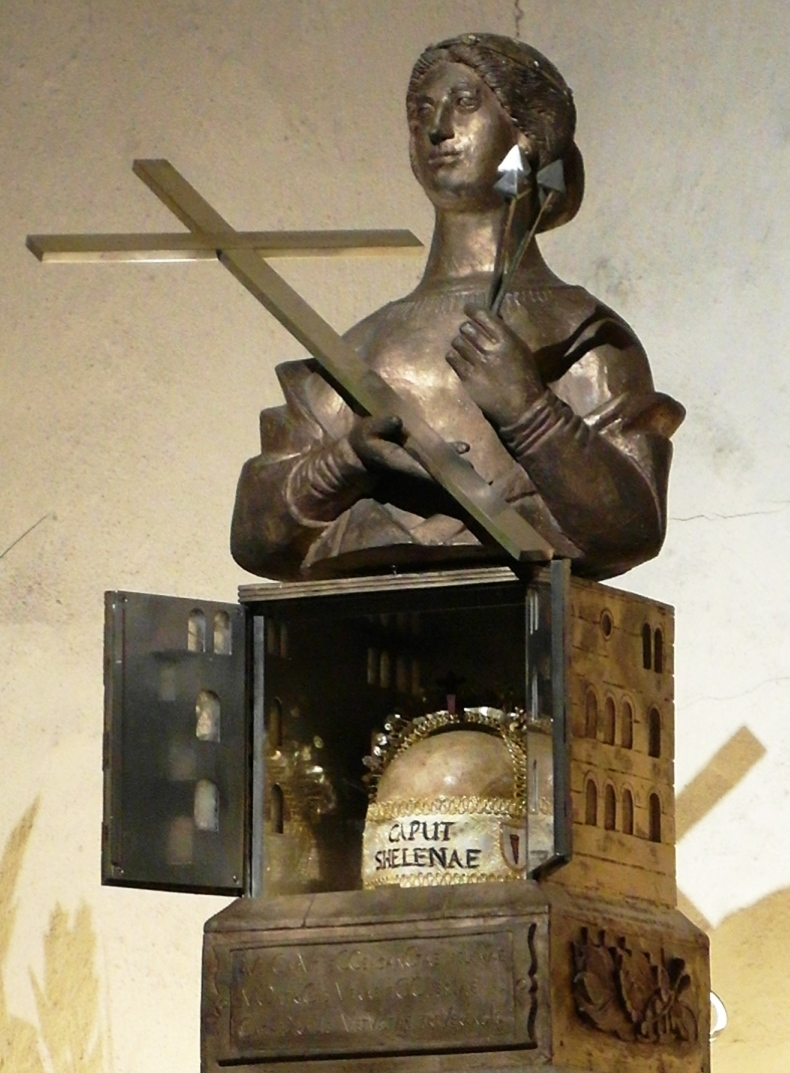
Hộp sọ của Thánh Helena
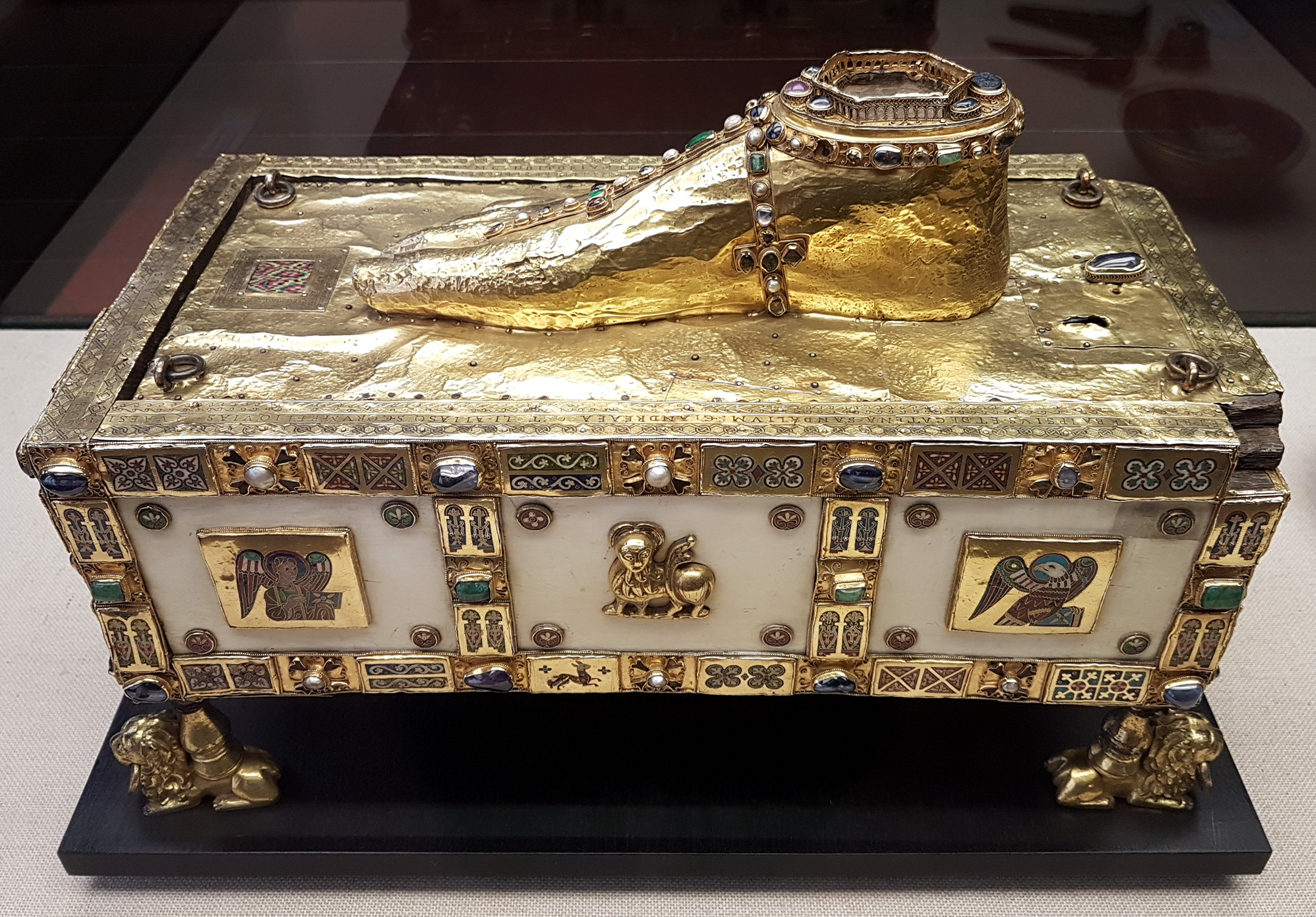
Hòm thánh cốt Egbert
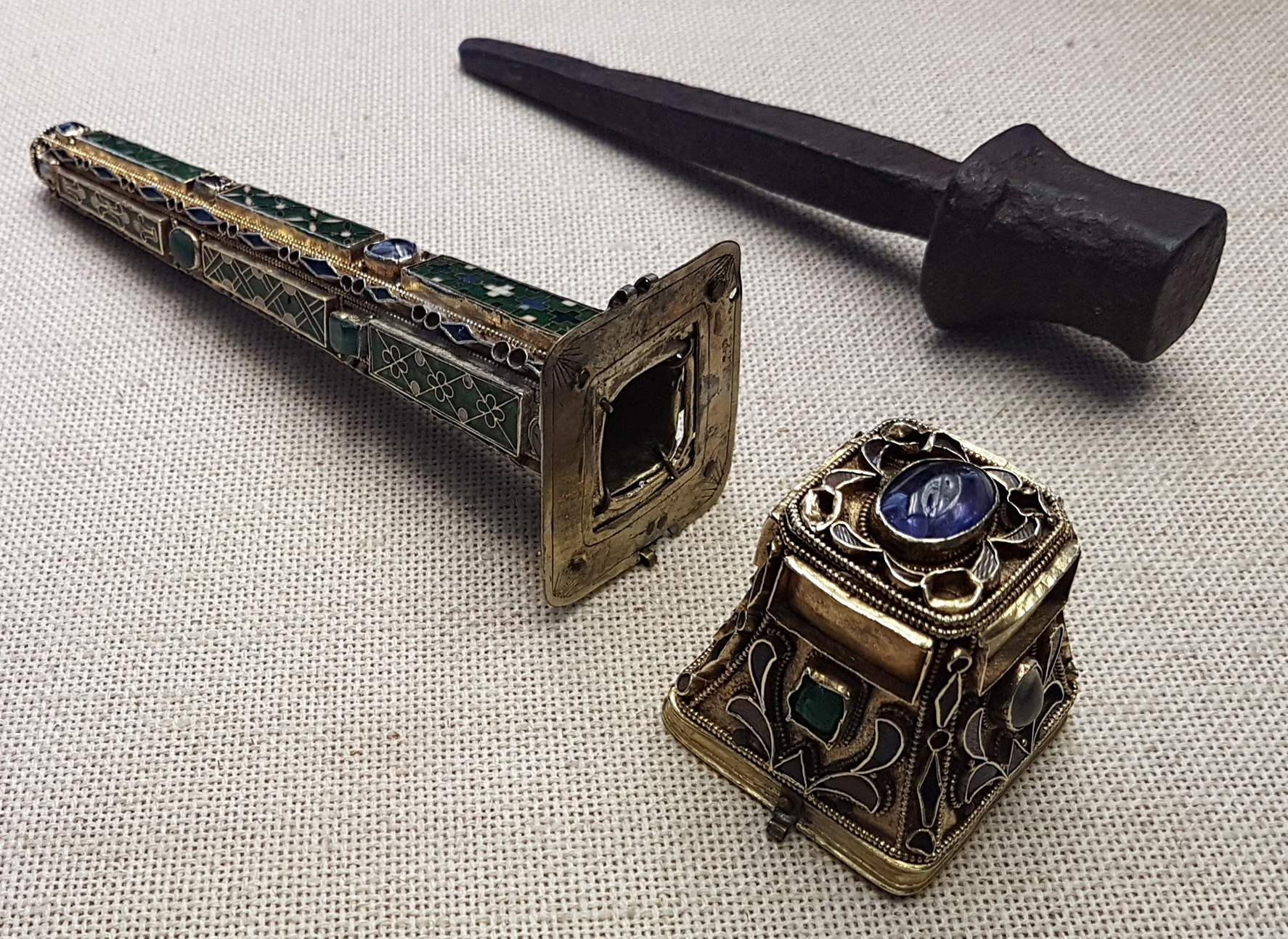
Thánh tích Đinh Thánh

### Hàng hiên tu viện
Hàng hiên mang kiến trúc Gothic được xây dựng từ năm 1245 đến 1270. Chúng kết nối nhà thờ và Liebfrauenkirche. Ở phía tây của hàng hiên là một nhà nguyện nơi móc chuông của nhà thờ. Trên bức tường bên ngoài là một chiếc chuông từ năm 1682. Liền kề với hàng hiên là một số tòa nhà phụ. Tại nơi gọi là "Phòng La Mã" là trường học nhà thờ cũ. "Phòng Gothic" được sử dụng để phân phát bánh mì cho người nghèo.

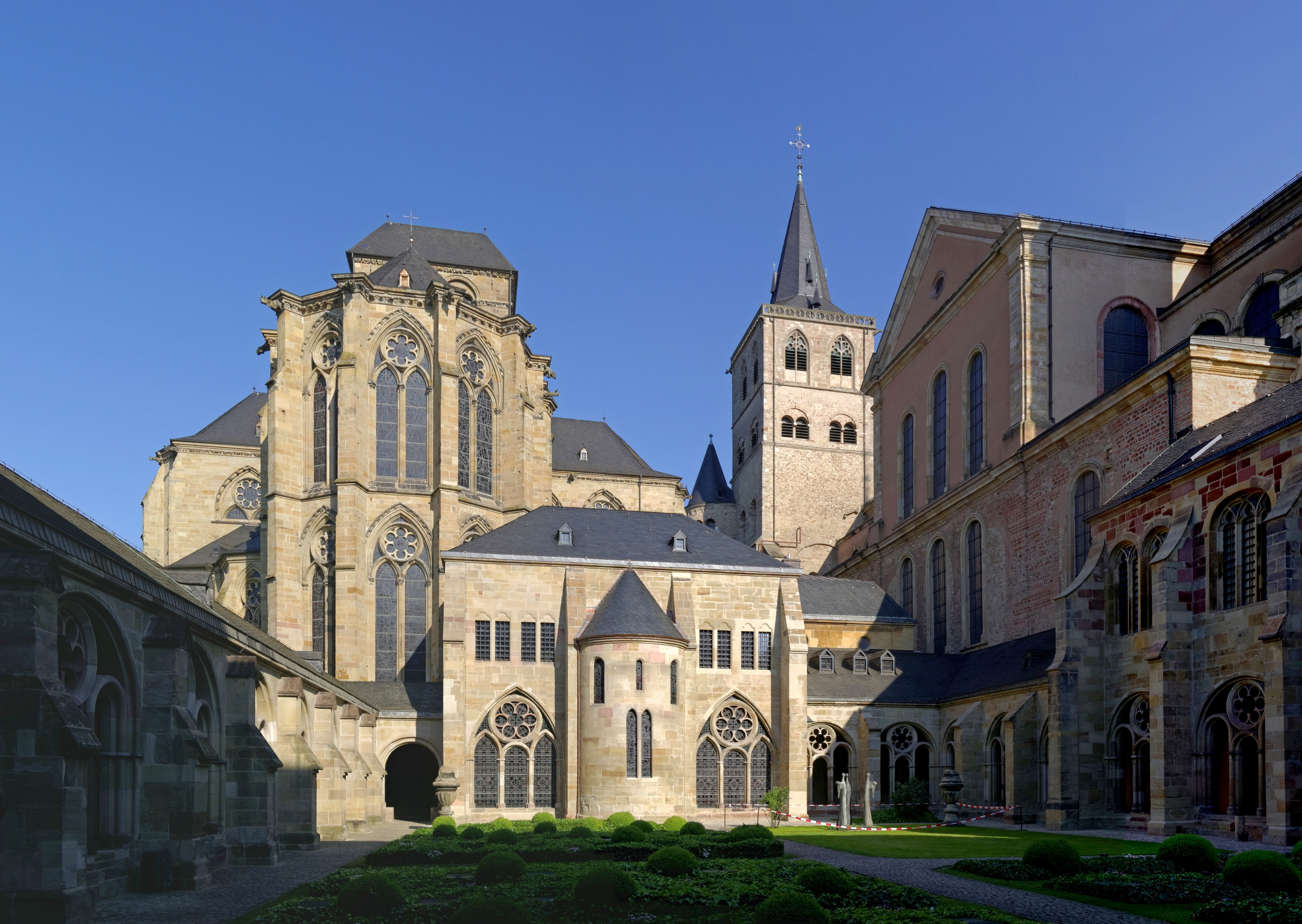
Sân trong
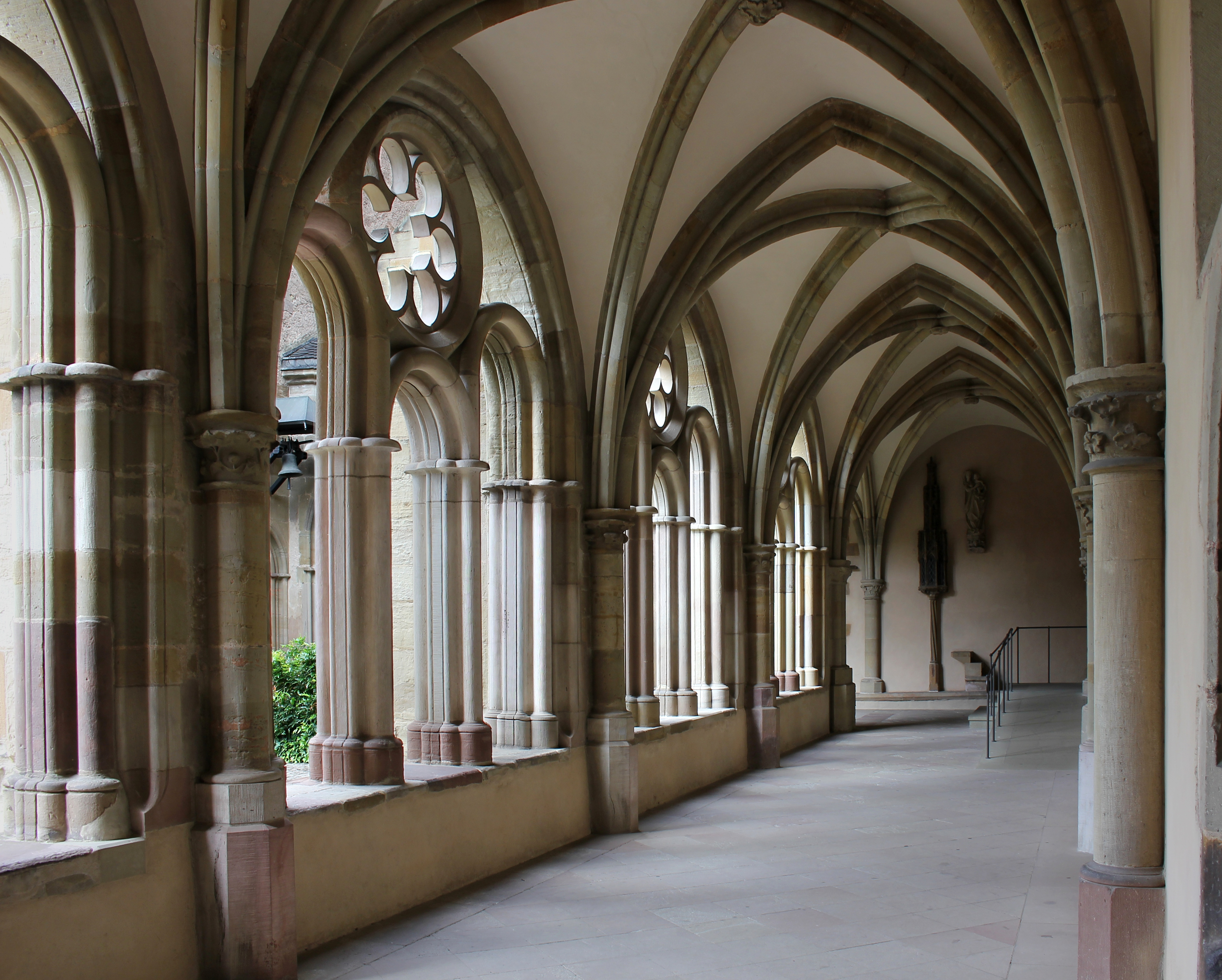
Hành lang hàng hiên
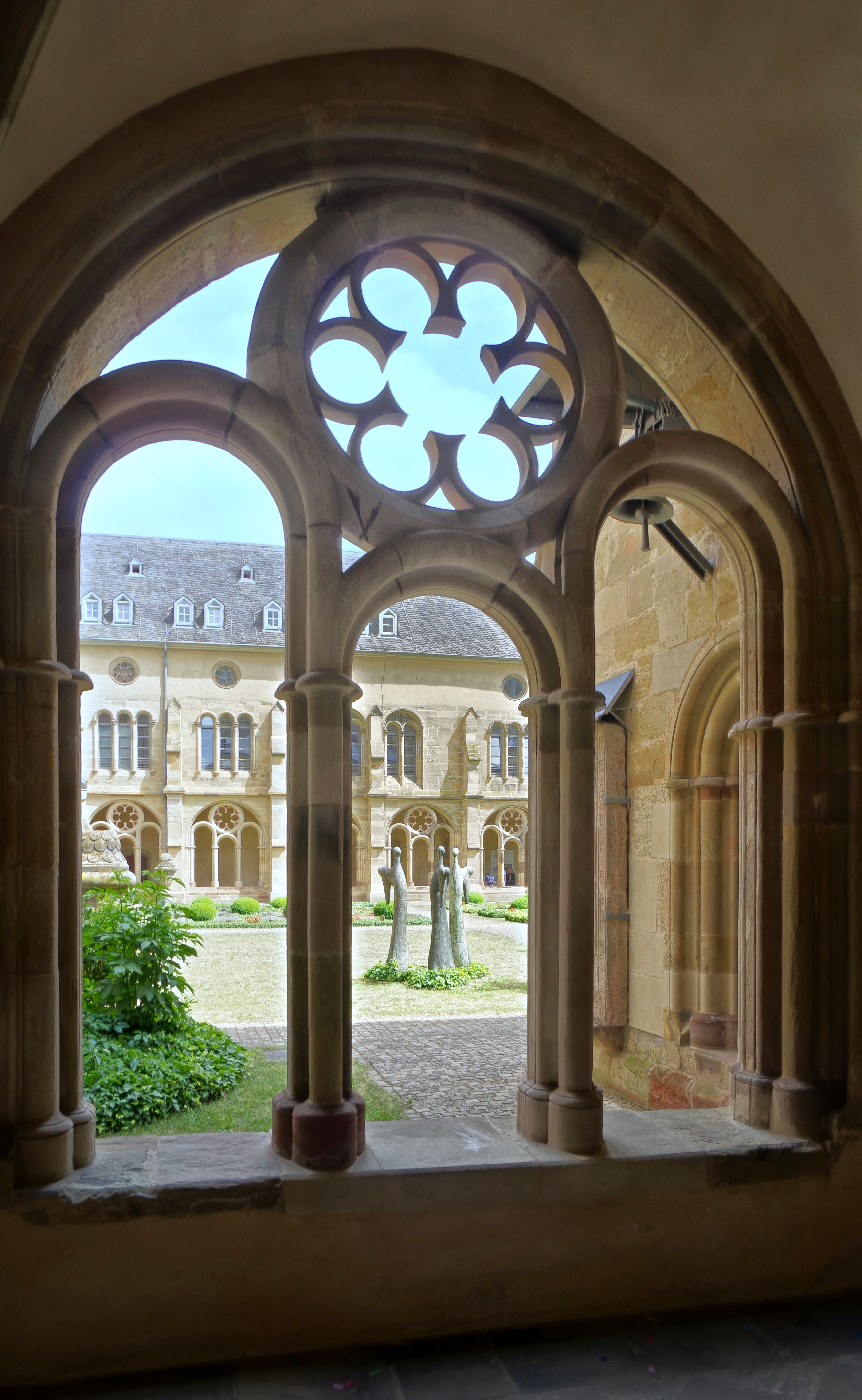
Cửa sổ
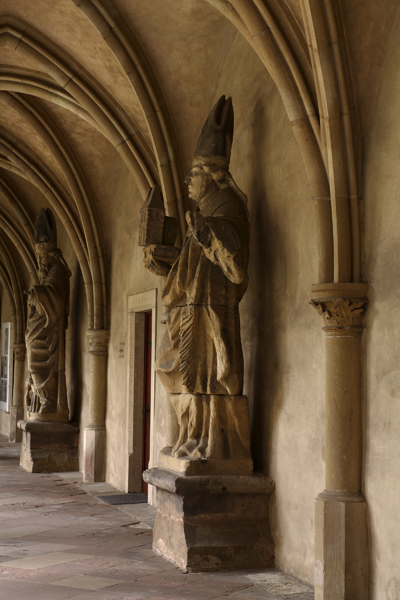
Tượng của giám mục